# Злавесь-Велика
Злавесь-Велика (пол. Zławieś Wielka, нім. Groß Bösendorf) — село в Польщі, у гміні Злавесь-Велика Торунського повіту Куявсько-Поморського воєводства.
Населення — 955 осіб (2011).
У 1975-1998 роках село належало до Торунського воєводства.

## Демографія
Демографічна структура станом на 31 березня 2011 року:
|          | Загалом | Допрацездатний вік | Працездатний вік | Постпрацездатний вік |
| -------- | ------- | ------------------ | ---------------- | -------------------- |
| Чоловіки | 487     | 128                | 330              | 29                   |
| Жінки    | 468     | 88                 | 307              | 73                   |
| Разом    | 955     | 216                | 637              | 102                  |